# Nahodka
Nahodka (rusko: Нахо́дка, IPA: [nɐˈxotkə]) je pristaniško mesto v Primorskem okraju v Rusiji, ki leži na Trudnem polotoku, ki moli v Nahodkin zaliv v Japonskem morju, okrog 85 km vzhodno od Vladivostoka, upravnega središča okraja. Leta 2010 je imela 159.719 prebivalcev.
Nahodkin zaliv, okrog katerega je mesto organizirano je prvič postal znan Rusom na korveti Amerika, ki se je zatekla v zaliv med nevihto leta 1859. V počastitev tega dogodka je miren zaliv, ki ne zamrzne, bil poimenovan Nahodka, kar v ruščini pomeni »odkritje« ali »srečna najdba«.
Na tem mestu je med letoma 1868 in 1872 obstajalo imperialno naselje, vendar je bilo po smrti svojega upravljavca Haralda Furuhjelma opuščeno. Jeseni 1870 je Otto Wilhelm Lindholm ustanovil postajo za kitolov čez zaliv od naselja. Spomladi 1871 je s svojim dvojambornikom Hannah Rice odjadral v Posjet, kjer je ulovil šest sivih kitov.